# Sãotomépapegaaiduif
De sãotomépapegaaiduif (Treron sanctithomae) is een vogel uit de familie Columbidae (duiven). De vogel werd in 1789 door Johann Friedrich Gmelin geldig beschreven. Het is een bedreigde, endemische vogelsoort  op Sao Tomé, een eiland in de Golf van Guinee.

## Kenmerken
De vogel is 30 cm lang, zo groot als een holenduif. De vogel lijkt sterk op de Afrikaanse papegaaiduif (T. calvus) op het vasteland van Afrika, maar de sãotomépapegaaiduif is doffer van kleur en oogt daarom veel minder groen (ook veel minder groen dan op de afbeelding uit 1857). De duif heeft verder een vrij grote snavel met een naar beneden gebogen punt op de bovensnavel.

## Verspreiding, leefgebied en gedrag
Deze soort is endemisch op Sao Tomé, een eiland in de Golf van Guinee. Het leefgebied bestaat uit bos, zowel primair tropisch regenwoud als secundair bos en plantages, meestal boven 300 meter boven zeeniveau tot op 1600 meter. De soort kwam ooit in grote aantallen voor op het hele eiland, inclusief het nabijgelegen eilandje Ilhéu das Rolas.
Deze duivensoort eet fruit (vooral vijgen). Het broedseizoen loopt van november tot april/mei met een nest dat op een horizontale tak in de boom gebouwd wordt.

## Status
Doordat er flink op de sãotomépapegaaiduif gejaagd wordt is deze inmiddels vrijwel verdwenen uit het dichtbevolkte noordoosten; in één jachtpartij worden makkelijk tientallen vogels met katapulten en luchtbuksen gevangen. Deze papegaaiduif heeft nu nog een beperkt verspreidingsgebied en daardoor is de kans op uitsterven aanwezig. De grootte van de populatie werd in 2018 door BirdLife International geschat op 24.600 tot 72.800 individuen en de populatie-aantallen nemen af door jacht en habitatverlies. Het leefgebied wordt aangetast door ontbossing (vooral op Ilhéu das Rolas, waar de vogel verdwenen is) waarbij natuurlijk bos wordt omgezet in gebied voor agrarisch gebruik. Om deze redenen staat deze soort als bedreigd op de Rode Lijst van de IUCN.